# خوسيه ماريا ريكو
خوسيه ماريا ريكو (بالإسبانية: José María Rico Cueto)‏ هو محامي كوستاريكي، ولد في 12 أغسطس 1934 في غرناطة في إسبانيا، وتوفي في 15 أبريل 2019 في سان خوسيه في كوستاريكا بسبب مرض آلزهايمر.